# Jilavele
Jilavele là một xã thuộc hạt Ialomița, România. Dân số thời điểm năm 2002 là 3787 người.